# 利勒亚当
利勒亚当（法語：L'Isle-Adam，法語發音：[lil adɑ̃] ⓘ）是法国法兰西岛大区瓦兹河谷省的一个市镇，属于蓬图瓦兹区。

## 地理
利勒亚当（49°6'40"N, 2°13'22"E）面积14.94 平方千米，位于法国法蘭西島大區瓦兹河谷省，该省份为法国北部内陆省份，北起瓦兹省，西接厄尔省，南至塞纳-圣但尼省、上塞纳省和伊夫林省，东临塞纳-马恩省。
与利勒亚当接壤的市镇（或旧市镇、城区）包括：瓦兹河畔香槟、瓦兹河畔比特里、梅列勒、穆尔、内尔维尔拉福雷、帕尔曼、普雷勒、瓦尔蒙杜瓦、维利耶亚当。

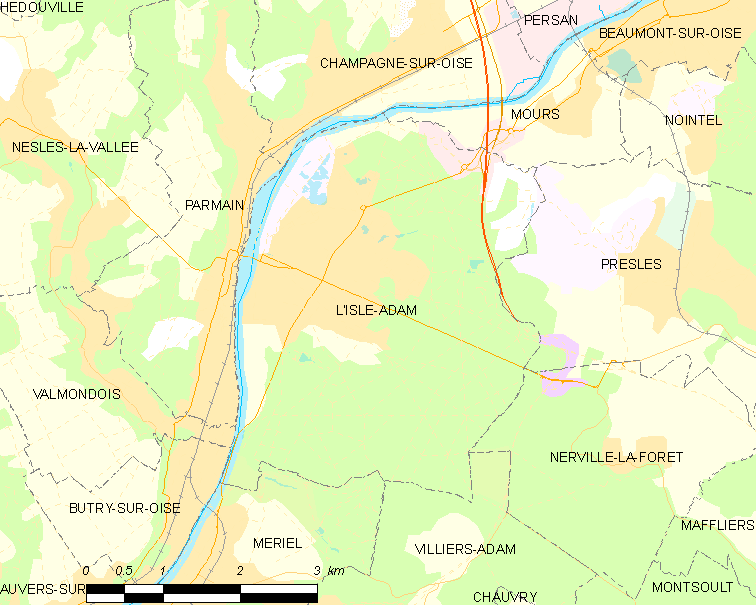
利勒亚当的OSM定位图

利勒亚当的时区为UTC+01:00、UTC+02:00（夏令时）。

## 行政
利勒亚当的邮政编码为95290，INSEE市镇编码为95313。

## 政治
利勒亚当所属的省级选区为利勒亚当县。

## 人口

1962-2008年间利勒亚当人口变化图示

利勒亚当于2022年1月1日时的人口数量为12302人。